# Syrisch-Türkischer Konflikt 2012

Türkei (orange) und Syrien (grün)

Im Zuge des Syrischen Bürgerkrieges ab 2011 kam es zu einem militärischen Konflikt zwischen den Nachbarländern Syrien und der Türkei. Die türkische Regierung forderte den syrischen Präsidenten Baschar al-Assad mehrmals zum Rücktritt auf und schloss im Juli 2012 die gemeinsame Grenze. Die Lage führte schließlich zur NATO-Operation Active Fence an der Grenze zwischen der Türkei und Syrien.

## Geschichtlicher und politischer Hintergrund
Bis zum Ausbruch des Bürgerkriegs in Syrien waren die Beziehungen zwischen der Türkei und Syrien gut. Zwischen dem damaligen türkischen Ministerpräsidenten Erdoğan und dem syrischen Staatschef Assad war über die Jahre eine Art Männerfreundschaft entstanden. Die stärker werdende Türkei sah sich als wichtige vermittelnde Kraft im Nahen Osten und erhob einen gewissen Führungsanspruch. 
Die Türkei musste allerdings feststellen, dass sich ein Szenario wie in Tunesien oder Ägypten in Syrien nicht wiederholen und dass Assad alle Umsturzversuche des Arabischen Frühlings abblocken würde. Seit dieser Erkenntnis war nach Sicht des Journalisten Thomas Kirchner (Süddeutsche Zeitung) der türkische Premier Erdoğan zum schärfsten internationalen Widersacher Assads geworden. Erdoğan lud den Syrischen Nationalrat, die wichtigste Oppositionsplattform, nach Istanbul ein. Auch gab er der Freien Syrischen Armee ein Rückzugsgebiet (siehe Abschnitt Unterstützung der syrischen Opposition durch die Türkei). 
Innenpolitisch geriet Premier Erdoğan unter Druck, da seine Syrien- und seine gesamte Außenpolitik vor dem Scheitern stand. Auf dem anderen Konfliktfeld der Türkei, der sogenannten „Kurdenfrage“, profitierte die kurdische Unabhängigkeitsbewegung von dem Konflikt in Syrien. Entlang der türkisch-syrischen Grenze kontrollierte die Demokratische Unionspartei (PYD), die syrische Schwesterorganisation der kurdischen PKK, einen Streifen von etwa hundert Kilometern Länge. Erdoğan befürchtete, dass die von Assad unterstützten kurdischen Rebellen eine unabhängige Republik wie im Nordirak ausrufen könnten. Im Sommer 2012 war der Konflikt mit der PKK erneut eskaliert.

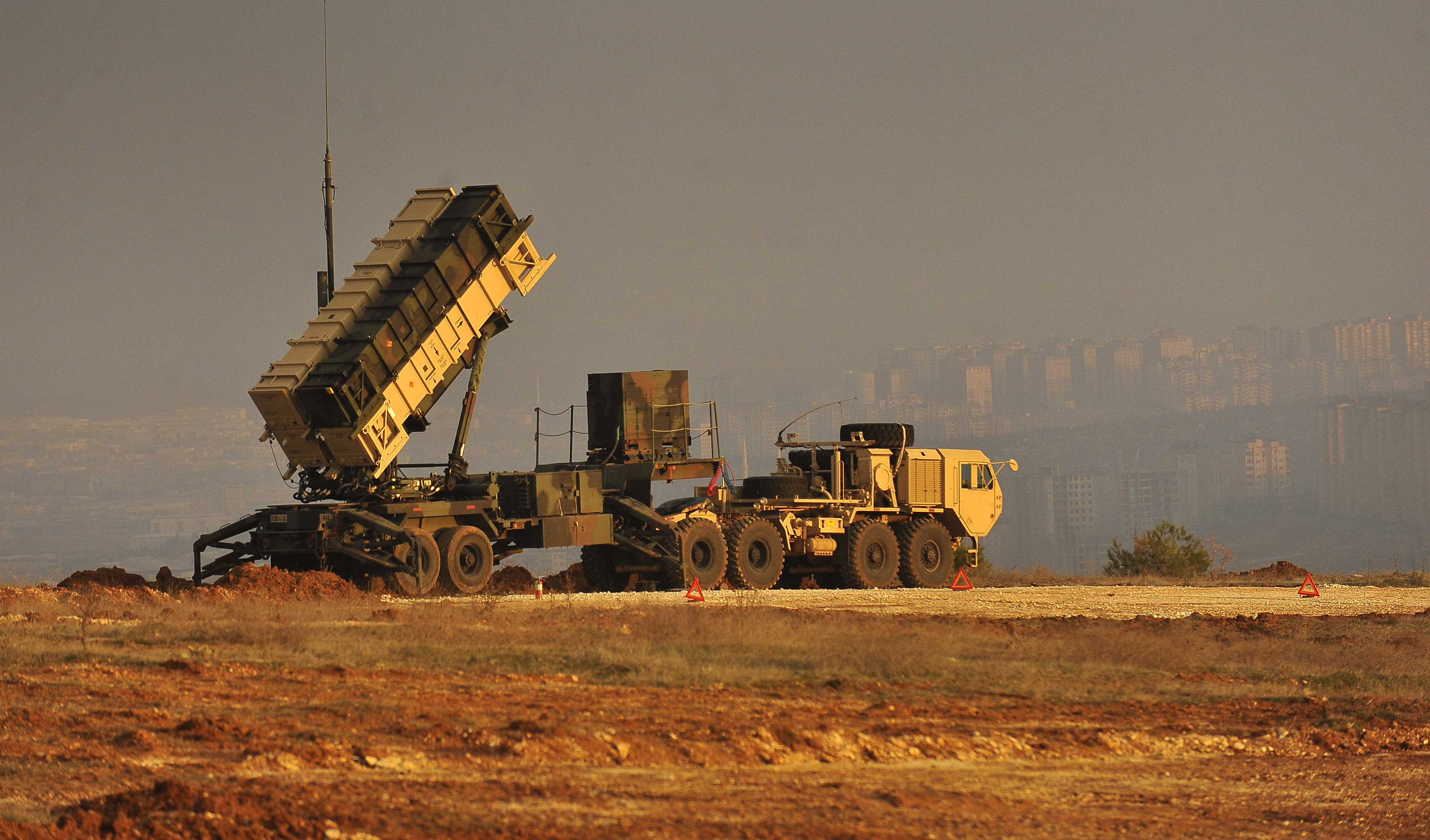
Patriot-Raketenstartfahrzeug bei Gaziantep

Nach einem Granatenangriff aus Syrien in das türkische Grenzgebiet im Oktober 2012 verabschiedete das türkische Parlament einen Gesetzentwurf, der eine Intervention in Syrien möglich machte. Der Text wurde in ein bereits bestehendes Gesetz aufgenommen, welches Operationen außerhalb der türkischen Grenzen erlaubt. Das Gesetz autorisiert beispielsweise Militäraktionen gegen kurdische Rebellen im Nordirak.
Im Mai 2013 kam es zu einem verheerenden Doppelanschlag in der türkischen Grenzstadt Reyhanli. Anschließend wurden neun Verdächtige festgenommen. Sie waren alle türkische Staatsbürger und gestanden teilweise die Tat. Bei den Anschlägen wurden 46 Menschen getötet. Die zwei Autobomben verletzten zudem etwa 140 Menschen. Nach Angaben damaliger türkischer Regierungspolitiker führten Spuren zum Regime des syrischen Präsidenten Baschar al-Assad. Die Täter sollen Kontakt zum syrischen Geheimdienst gehabt haben. Die syrische Regierung wies jede Verantwortung zurück. Nach Angaben syrischer Oppositions-Aktivisten waren unter den Verletzten auch einige Syrer. Die türkische Armee schickte Verstärkung in das Grenzgebiet.
Während des Wahlkampfes zu den Kommunalwahlen 2014 in der Türkei wurden Telefongespräche veröffentlicht. In der Aufnahme der damalige Außenminister Ahmet Davutoglu, Chef des Inlandsgeheimdienstes Hakan Fidan, General Yaşar Güler und Staatssekretär Feridun Hadi Sinirlioğlu über einen Militäreinsatz in Syrien und darüber, ob ein rechtfertigender Grund, z. B. unter falscher Flagge dafür notfalls geschaffen werden könnte.
Der ehemalige Außenminister Yaşar Yakış, Mitbegründer der AKP, bewertete das Syrienengagement der Türkei in einem Interview im Februar 2016, als schweren Fehler. Alles darauf zu setzen, dass Assad schnell stürzen würde und die rückhaltlose Unterstützung von Oppositionskräften auch fortzusetzen, nachdem die Weltgemeinschaft erkannt hatte, dass Waffenlieferungen an die Opposition in den Händen von Fanatikern gelandet waren, habe das Land ins Abseits gedrängt.

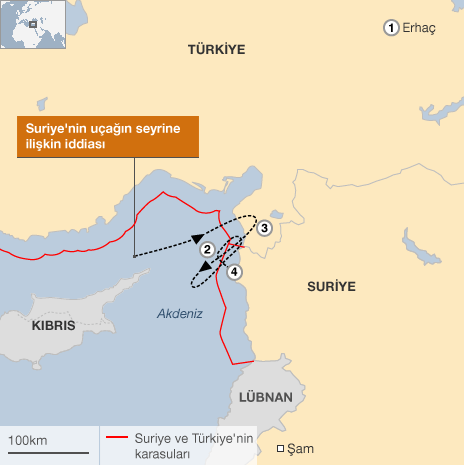
Route des im Juli 2012 abgeschossenen türkischen Militärflugzeuges

## Unterstützung der syrischen Opposition durch die Türkei
Im März 2012 hatte die türkische Regierung sich für eine Puffer-Zone auf syrischem Territorium ausgesprochen. Ab spätestens Mai 2012 wurden Kämpfer der Freien Syrischen Armee und andere Einheiten der syrischen Opposition vom türkischen Geheimdienst trainiert und bewaffnet.
Die Anzahl der syrischen Flüchtlinge in der Türkei stieg von etwa 100.000 im Oktober 2012 auf etwa 1,4 Millionen im August 2014. Im Februar 2020 hielten sich über 3,6 Millionen registrierte Flüchtlinge aus Syrien in der Türkei auf (Stand: 5. März 2020).

## Militärische Aktionen
Im April 2012 schlugen Granaten in einem grenznahen Flüchtlingslager auf türkischem Gebiet ein. Dabei starben zwei Flüchtlinge.
Im Juni 2012 schoss die syrische Armee einen türkischen Kampfjet ab, der kurzzeitig in den syrischen Luftraum geflogen war. Die beiden Piloten kamen ums Leben. Nach dem Abschuss der türkischen McDonnell F-4 sagte der türkische Ministerpräsident Erdoğan, die Türkei werde auf solche Grenzverletzungen künftig härter reagieren. Die türkische Regierung forderte Assad mehrmals zum Rücktritt auf und schloss im Juli 2012 die gemeinsame Grenze.
Am 3. Oktober 2012 beschoss die türkische Armee Ziele in Syrien (Militärbasis in der Nähe von Tall Abyad) als Reaktion auf einen Granatenangriff auf den türkischen Ort Akçakale. Der Nordatlantikrat verurteilte den syrischen Angriff. Nach türkischen Angaben wurden bei dem Angriff eine Mutter mit ihren drei Kindern getötet. Die Türkei beschoss daraufhin einen Tag später Ziele in Syrien. Dabei kamen laut syrischen Regierungsangaben mehrere syrische Soldaten ums Leben.
Am 10. Oktober 2012 zwang die türkische Luftwaffe ein syrisches Passagierflugzeug über ihrem Luftraum zur Landung auf dem Flughafen Ankara, um die aus Moskau kommende Maschine auf Waffen durchsuchen zu können. Zudem forderte das türkische Außenministerium alle Airlines auf, nicht mehr über Syrien zu fliegen. Eine Maschine der Turkish Airlines brach daraufhin die Reise ab und landete außerplanmäßig in der Südtürkei. Auch mehrere Tage nach dem Zwischenfall gab die Türkische Regierung nicht bekannt, was an Bord der zur Landung gezwungenen Maschine war.
Die türkischen Streitkräfte verstärkten laut Hürriyet ab dem 12. Oktober 2012 ihre Präsenz im Grenzgebiet zu Syrien. Die Luftwaffe hatte 15 Kampfflugzeuge aus anderen Landesteilen ins südostanatolische Diyarbakir verlegt. Zudem wurde die Zahl der Panzer im Grenzgebiet um weitere 60 auf dann 250 erhöht. Am gleichen Tag kam es zu einer weiteren Eskalation des Konflikts. Ein türkisches Kampfflugzeug drängte einen syrischen Kampfhubschrauber ab, der den von Freischärlern gehaltenen grenznahen syrischen Ort Asmarin habe angreifen wollen.
Im November 2012 forderte die Türkei NATO-Hilfe an. Im Dezember 2012 beschlossen die 28 Außenminister der NATO die Operation Active Fence (Operation Aktiver Zaun) zum Schutz des NATO-Mitglieds Türkei vor Angriffen aus Syrien. Patriot-Flugabwehrraketen (MIM-104 Patriot Phased Array Tracking Radar to Intercept On Target), ein bodengestütztes Mittelstrecken-Flugabwehrraketen-System zur Abwehr von Flugzeugen, Marschflugkörpern und taktischen ballistischen Mittelstreckenraketen sollen das türkische Grenzgebiet zu Syrien schützen. Am 16. September 2013 beschoss die türkische Armee einen syrischen Kampfhubschrauber. Bis zum 30. Januar 2014 stationieren Deutschland, die Niederlande und die USA jeweils zwei Batterien an der Grenze.
Im November 2015 führte der Abschuss einer Suchoi Su-24 der russischen Luftwaffe, die an Angriffen gegen Kämpfer der syrischen Opposition beteiligt war, durch ein türkisches Kampfflugzeug an der Grenze zwischen Syrien und der Türkei zu schweren diplomatischen Spannungen.
Im August 2016 kam es zusätzlich zu den Luftangriffen und Artilleriebeschüssen seit Ende Juli auch zu einer Militäroffensive in Nordsyrien mit Bodentruppen.